# Grafschaft Kessel
Die Grafschaft Kessel (niederländisch: Graafschap Kessel) war ein mittelalterliches Territorium, das sich im Wesentlichen über einen Teil der heutigen niederländischen Provinz Limburg und östlich daran anschließende Gebiete im heutigen deutschen Bundesland Nordrhein-Westfalen erstreckte, hier besonders über die heutigen Kreise Viersen und Neuss sowie über weite Teile des jetzigen Stadtgebiets von Mönchengladbach. Hinzu kamen noch einige kleinere Exklaven im deutschen Bundesland Rheinland-Pfalz. Die gräfliche Residenz befand sich zunächst im heute limburgischen Kessel an der Maas, dem Stammsitz der kessel'schen Grafen, von dem die Grafschaft auch ihren Namen hatte. Später kamen weitere Burgen in Grevenbroich und Brüggen als Residenzen hinzu. Größte Stadt im Gebiet der ehemaligen Grafschaft Kessel ist heute Mönchengladbach. Mit dem Tod des Grafen Walram von Kessel am 20. Oktober 1304 starb das Grafengeschlecht aus.

## Geschichte

### Die Ursprünge der Grafschaft Kessel
Die Ursprünge der Grafschaft Kessel reichen wahrscheinlich bis ins 10. Jahrhundert zurück: Am 7. Oktober 950 verlieh der ostfränkische König (und spätere römisch-deutsche Kaiser) Otto I. (auch bekannt als Otto der Große) seinem Lehnsmann Ansfried das Münz- und Marktrecht für das Gebiet von Cassalum. Jener Ansfried war vermutlich Ansfried II. von Teisterbant (* um 935, † 1010), der als Graf von Löwen und von Huy gleichzeitig über einige Gebiete im heutigen Belgien geherrscht haben soll und im Jahr 995 zum Bischof von Utrecht ernannt wurde.
Ansfrieds Nachfolger als Herrscher von Kessel war wohl sein Sohn Balderich (ndl.: Balderic oder Balderik, * um 978, † unbekannt), den einige Adelsgenealogen als Urgroßvater des Heinrich I. von Kessel (ndl.: Hendrik I. van Kessel, * nach 1082, † 1114) ansehen, der als erster Herrscher des Gebiets in zeitgenössischen Quellen auch dem Namen nach als «Graf von Kessel» (bzw. «Graaf van Kessel») auftaucht und daher von Historikern gerne als eigentlicher Stammvater der Grafen von Kessel dargestellt wird.

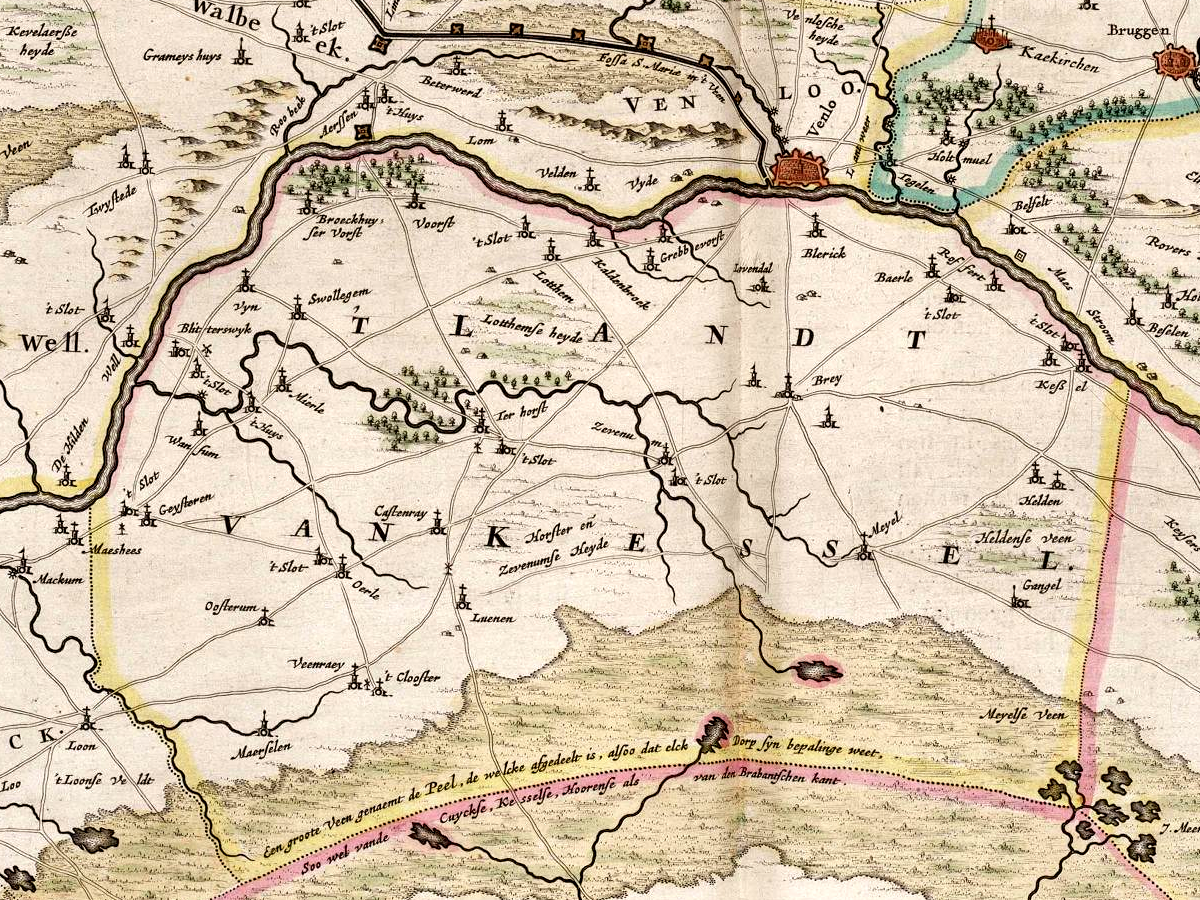
Dieser nach Osten ausgerichtete Karten- ausschnitt zeigt das Landt van Kessel im Jahr 1664, einige Jahrhunderte nach dem Ende der Grafschaft Kessel, als spanisch-geldrischen Amtsbezirk.

### DasLand van Kessel
Das Land van Kessel (deutsch: Land von Kessel) war das Stammland der Grafen von Kessel. Es lag auf der linken Seite der Maas etwas westlich von Venlo in der heutigen niederländischen Provinz Limburg. Das Land van Kessel grenzte im Norden an das Land Cuyk, im Westen an das Peelland, im Süden an die Grafschaft Hoorn und wurde im Osten größtenteils durch die Grafschaft Geldern begrenzt. Namensgebender Hauptort des Gebiets war die Ortschaft Kessel mit der gleichnamigen Burg, der ursprünglichen Residenz der Grafen von Kessel.
Anders als der Name es vermuten lässt, war das Land van Kessel im Hochmittelalter keineswegs ein verwaltungsmäßig homogenes Gebilde, das einheitlich der Herrschaft der kessel'schen Grafen unterstanden hätte, es glich stattdessen vielmehr einem politischen Flickenteppich. Die Grafen von Kessel herrschten zwar über die meisten, aber längst nicht alle Ortschaften im Land van Kessel, wobei es unter Historikern durchaus strittig ist, wie viele Orte in diesem Gebiet tatsächlich durch die Grafen von Kessel regiert wurden. Dabei gehen großzügige Schätzungen von bis zu achtzehn Dörfern aus, die im Land van Kessel den Kessel'schen Grafen tatsächlich unterstanden.
Die folgenden Dörfer im Land van Kessel unterstanden ganz oder zumindest teilweise den Grafen von Kessel: Kessel, Baarlo, Blerick, Blitterswijck, Broekhuizen, Broekhuizenvorst, Grubbenvorst, Helden, Horst, Lottum, Maasbree, Meerlo, Oirlo, Ooijen, Sevenum, Swolgen, Tienray und Wanssum. Die Zugehörigkeit einiger Dörfer des Land van Kessel zur Grafschaft Kessel ist dabei unter Historikern umstritten. Die gleichfalls im Land van Kessel liegenden Ortschaften Venray und Gijsteren zählten aber wohl nicht zur Grafschaft Kessel.

### Das Einflussgebiet der Kessel'schen Grafen auf der östlichen Maasseite

Versuch einer Veranschaulichung des Herrschaftsbereichs der Grafen von Kessel

Auch auf der anderen Seite der Maas gewannen die Grafen von Kessel während des Hochmittelalters Macht und Einfluss. Sieht man von den heute niederländischen Ortschaften Steyl und Tegelen einmal ab, so erstreckte sich der Machtbereich der Grafen von Kessel auf der östlichen Maasseite überwiegend über Ländereien, Dörfer und Gebiete im heutigen Deutschland. Dabei war die Form der Herrschaft in den östlichen Landesteilen keineswegs einheitlich: Nur teilweise handelte es sich hier um Eigengut (z. B. Burg Brüggen), dagegen herrschten die Grafen von Kessel östlich der Maas oft als (Schutz-)Vögte im Auftrag anderer. Bei den anderen handelte es sich dabei im Wesentlichen um die Grafen von Geldern, die Abtei St.Pantaleon in Köln, die Abtei St.Vitus in Gladbach, das Kölner Domkapitel sowie später die Herzöge von Brabant.
In folgenden Orten östlich der Maas waren die Grafen von Kessel Inhaber wenigstens eines Teils der Herrschaftsrechte:
- in den heutigen Niederlanden: Steyl und Tegelen, beides heute Stadtteile von Venlo.
- im heutigen Nordrhein-Westfalen:
  - im heutigen Kreis Viersen: Kaldenkirchen, Breyell, Brüggen, Bracht, Waldniel, Amern, Boisheim, Dülken, Süchteln, Neersen, Anrath, Clörath, Tönisvorst (gesamtes heutiges Stadtgebiet), Oedt, Mülhausen, Kempen (gesamtes heutiges Stadtgebiet ohne Tönisberg)
  - in großen Teilen des heutigen Stadtgebiets von Mönchengladbach
  - im heutigen Rhein-Kreis Neuss: Grevenbroich (gesamtes Stadtgebiet), Jüchen
  - im heutigen Kreis Heinsberg: Keyenberg bei Erkelenz
  - im heutigen Kreis Düren: Ederen bei Linnich
- im heutigen Rheinland-Pfalz:
  - im heutigen Rhein-Hunsrück-Kreis: Schnorbach, Ebschied
  - im heutigen Landkreis Mainz-Bingen: Steeg, jetzt ein Ortsteil von Bacharach

### Die Grafen von Kessel

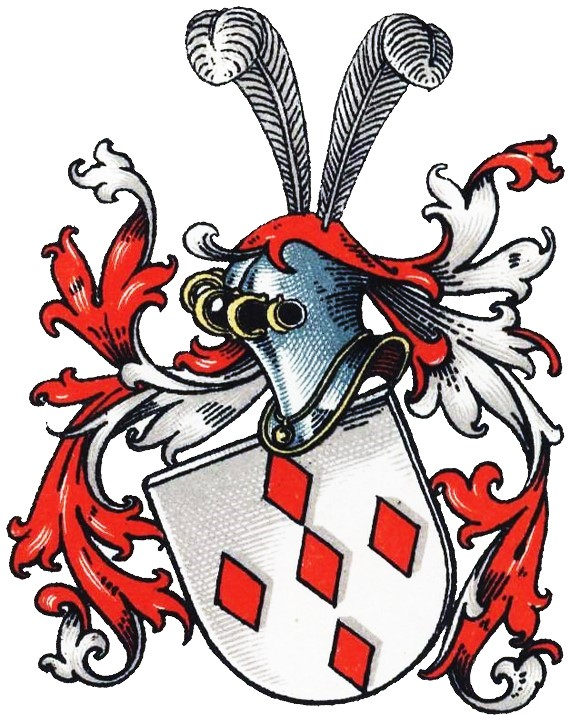
Wappen der Grafen von Kessel

Ein Heinrich von Kessel wird in den Jahren 1085 und 1104 erwähnt. Ein gleichnamiger Nachfahr war 1129 Zeuge als König Lothar III. Schenkungen an St. Kunibert in Köln machte. Ein Walter von Kessel diente 1139 und 1144 als Zeuge für Arnold I. von Köln. Heinrich (II.) von Kessel diente 1141 dem Abt von St. Pantaleon als Zeuge. Heinrich III. trat als Zeuge für die Abtei Gladbach auf und machte dem Kölner Erzstift Schenkungen. Ihm folgte der Sohn Heinrich IV., der um 1219 starb. Dessen Sohn Wilhelm starb nach 1263. Ihm folgte sein Sohn Heinrich V., der 1285 starb. Dieser verzichtete auf Holzrechte zu Gunsten der Erzbischöfe von Köln. Er machte auch Schenkungen an die Kirche in Gladbach und bestätigte den Verkauf der Vogtei der Abtei Laach (bei Grevenbroich). Er gehörte zu denjenigen, die 1277 Krieg gegen Erzbischof Siegfried von Westerburg führten. Ein weiterer Graf Heinrich von Kessel verkaufte 1279 Kessel und Krickenbeck an die Grafen von Geldern.
Die Grafen von Kessel waren spätestens seit 1240 Vögte der Abtei Gladbach und des Stifts Pantaleon in Köln. Die Grafen von Kessel waren als Herren von Broich im 13. Jahrhundert auch Besitzer des Gebiets um das heutige Grevenbroich. Dort errichteten sie eine Burg und später auch ein Wilhelmitenkloster. Der Besitz um Grevenbroich fiel  nach dem Tod Walram von Kessels im Jahr 1304–1307 durch einen Schiedsspruch an die Grafen von Jülich. Die Vogtei über die Abtei Gladbach fiel nach dem Aussterben der Familie ebenfalls an die Grafschaft und das spätere Herzogtum Jülich.

## Residenzen der Grafen von Kessel

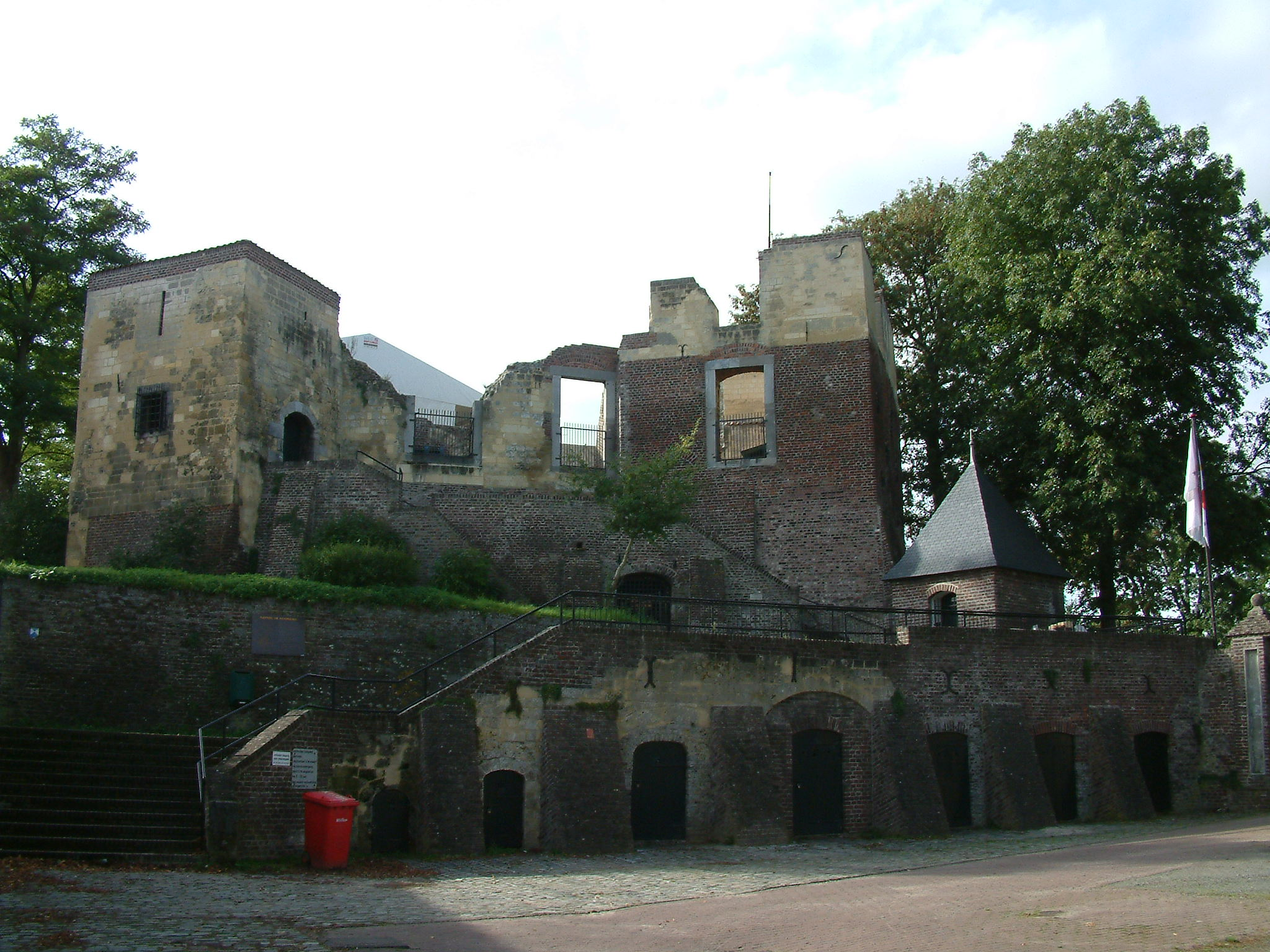
Burgruine De Keverberg in Kessel an der Maas
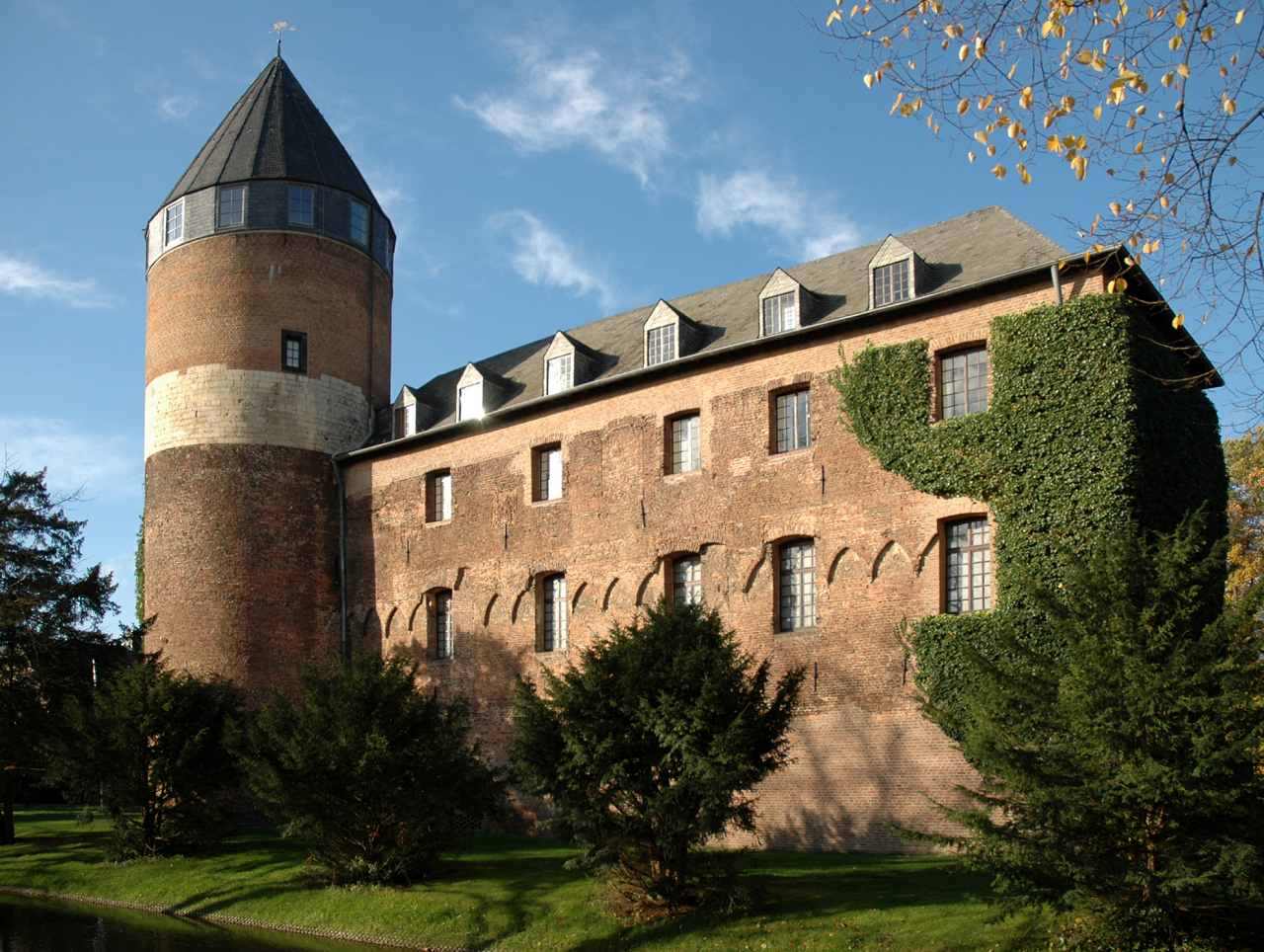
Burg Brüggen in Brüggen